# Къщата на Шумникови
„Къщата на Шумникови“ (на английски: The Loud House) е американски анимационен ситком, създаден от Крис Севино, който дебютира по Никелодеон през 2016 г. Разказва се за ежедневието на Линкълн Шумников и неговото огромно семейство. Линкълн е шестото от 11 деца, а другите са неговите сестри. Сюжетът е вдъхновен от детството на Севино.
На 19 октомври 2016 г. Nickelodeon обявява, че сериалът събира общо 2 милиона зрители на епизод и е подновен за втори и трети сезон.
През май 2023 г. са излъчени над седем сезона. Сериалът се зарежда с мултимедийна поредица, включително спиноф сериала „Семейство Касагранде“, който е излъчен от октомври 2019 г. до септември 2022 г., анимационния пълнометражен филм, който излиза по Нетфликс през август 2021 г., игрален телевизионен филм, който е излъчен премиерно през ноември 2021 г., и игралния сериал „Истинските Шумникови“, който е излъчен премиерно през ноември 2022 г.

## Сюжет
Анимационният сериал разказва за приключенията на единственото момче в семейството, Линкълн и неговите 10 сестри: Лили, Лиса, Лола, Лана, Луси, Лин, Луан, Луна, Лени, Лори, живеещи в малкото градче Роял Уудс, Мичиган, в семейство с фамилното име Лауд (Шумникови в българския превод). Всеки ден, докато родителите не са вкъщи, те имат труден, но забавен живот. Въпреки факта, че героите са различни по възраст и хобита, те имат добри отношения, тъй като Линкълн се грижи за сестрите и те отговарят с нежност, въпреки че от време на време възникват конфликти. Брат и сестра не винаги се разбират, но са готови да работят заедно.

## В България
В България сериалът започва излъчване по локалната версия на „Никелодеон“ на 29 август 2016 г. Повторенията се излъчват многократно и по „Никтуунс“ на 5 юни 2019 г.
Освен по многократните телевизионни излъчвания, сериалът е достъпен в „СкайШоутайм“ през декември 2022 г. и „Войо“ на 2 май 2025 г.